# Hörnli
Le Hörnli, est une montagne culminant à l’altitude de 1 132 mètres, située sur le territoire de la commune de Fischenthal, à l’est du canton de Zurich, en Suisse.

## Vue panoramique
La vue panoramique de son sommet s'étend du Säntis à l'est et des Churfirsten jusqu'aux Alpes de la Suisse centrale, au sud. Au nord, la Thurgovie et à l'ouest se trouve le Töstal. Cette montagne de l’Oberland zurichois est entièrement située sur le territoire du canton.
Immédiatement au nord se trouve le Chlihörnli (1 073 mètres), au sommet duquel les territoires des communes zurichoises sw Fischenthal, Bauma et Sternenberg se rejoignent. Également au nord, respectivement au nord-est du Chlihörnli, se situe le Dreiländerstein (992 mètres), où se rejoignent les limites des cantons de Zurich, de Saint-Gall et de Thurgovie.

## Chemin de Saint-Jacques
Au Moyen Âge, le Schwabenweg, faisant partie du pèlerinage de Saint-Jacques-de-Compostelle passait par les hauteurs du Hörnli. Depuis 2008 ce chemin fait partie de la route pédestre nationale no 4, soit la ViaJacobi (branche de Kreuzlingen), étape de Fischingen à Rapperswil, signalisé par La Suisse à pied.
La randonnée sur le chemin de St. Jacques part de Münchwilen, longe le ruisseau Murg jusqu'au monastère de Fischingen, puis passe par le sommet du Hörnli jusqu'à Steg.